# Kumadori

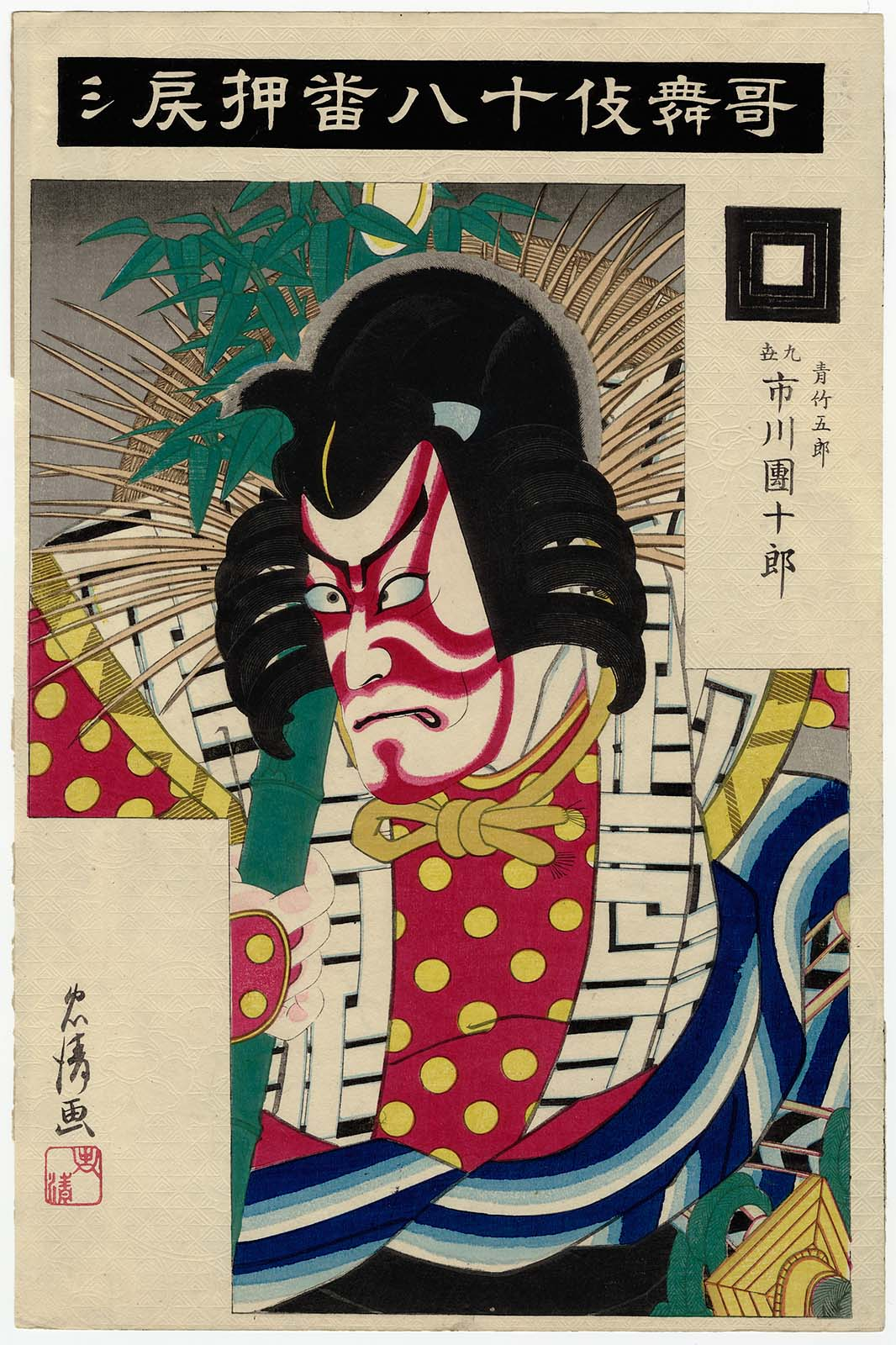
Japanischer Holzschnitt von Torii Kiyotada, Schauspieler mit Kumadori-Kabuki-Makeup. Mai 1896.

Kumadori (jap. 隈取) ist der japanische Begriff für die maskenartige Schminke der Schauspieler im Kabuki-Theater. 
Dieser Make-up-Stil ist sehr markant; er wurde vermutlich von Ichikawa Danjūrō I. für seine Aragoto-Charaktere erfunden, obwohl sein tatsächlicher Ursprung ungeklärt ist. Kumadori besteht aus einer weißen oder rosa Schminkgrundlage, die mit kräftigen roten, blauen oder braunen Linien oder auch mit ein wenig Schwarz ergänzt wird. Der Zweck der Linien ist es, die Gesichtsmuskeln, die den beabsichtigten Ausdruck hervorbringen sollen, klar zu definieren und so stark wie möglich zu betonen. Dies war bereits sehr hilfreich, als es noch kein elektrisches Licht gab. Die scharfen Linien werden mit einem Pinsel aufgetragen und dann vom Schauspieler mit dem Finger absichtlich verwischt, um sie am Übergang an die dort aufgetragene Grundfarbe anzugleichen. Dies sorgt für eine realistische Linie, die den Adern ähneln soll. Ein weiterer Aspekt der Farben des kumadori ist, dass die rote Farbe, die für die Helden verwendet wird, diesen einen Ausdruck verleiht, als würden sie von einem Gefühl der Rechtschaffenheit und Entrüstung durchdrungen, während das Blau, das die Schurken tragen, diese kaltblütig erscheinen lässt. Leider hat kein kumadori, das von Danjūrō I. verwendet worden ist, überlebt.
Der älteste bekannte Kumadori-Stil, der auch heute noch in Gebrauch ist, ist der saruguma, der von dem Schauspieler Nakamura Denkurō I. beim Spielen des Charakters Asahina 1690 am Nakamura-za in Edo getragen wurde. Einer der feinsten Stile ist der mukimiguma, der in der Rolle des Sukeroku getragen wurde. Sukerokus Charakter hat eine sehr menschliche Seite und er ist weniger phantastisch, und so sind bei diesem Makeup nur die Lippen und die Augen hervorgehoben. Das Makeup des Kamakura Gongoro und seines Gegenspielers Takehira aus dem Stück Shibaraku hingegen sind perfekte Beispiele für ein sehr exzentrisches kumadori. Gongoro trägt den roten sujiguma-Stil des Superhelden, während Takehira den blauen hannyaguma-Stil trägt, der typisch ist für die kugeaku, die aristokratischen Schurken. Während Rot und Blau – immer mit einem bisschen Schwarz an bestimmten Punkten versehen – die Hauptfarben sind, haben die Dämonen, wie die Tsuchigumo-Spinne im gleichnamigen Stück und die Dämonin aus dem Momijigari ein braunes kumadori.